# 4206 Веруляміум
4206 Веруляміум (4206 Verulamium) — астероїд головного поясу, відкритий 25 серпня 1986 року.
Тіссеранів параметр щодо Юпітера — 3,300.
Названий по імені римського міста в провінції Британія, в даний час розташоване англійське місто Сент-Олбанс у графстві Хартфордшир, і музей Verulamium.